# Ding zhi nan you
Ding zhi nan you (订制男友S, titolo internazionale Customized Companion) è un film del 2017 diretto da Kuo-Liang Fu.
L'opera tratta di un amore omosessuale in crisi e del peso che una tecnologia futura può avere sulle vite umane.

## Trama
In un tempo non specificato Xiao Fang e Hao Wen sono una coppia omosessuale da oltre 10 anni e il loro rapporto sta vivendo una profonda crisi che incide molto negativamente sul lavoro di cantautore di Hao.
Un giorno Xiao viene a contatto con un'app telefonica ancora in prova (che ricorda di essere cancellata dopo 30 giorni) che promette di creare il partner romantico ideale, la scarica e dà vita a Lu Ling. Lui, una volta palesato in forma olografica e dopo l'iniziale ritrosia di Xiao, gli spiega che solo chi tocca il telefono è in grado di vederlo e che se al momento è solo un ologramma intangibile qualora raggiungesse il "livello 100 d'amore" sarebbe possibile un'interazione tattile con lui. Una volta raggiunto questo livello esplode un fortissimo amore tra i due causando un ulteriore peggioramento del rapporto tra Xiao e Hao. Dopo qualche tempo anche Hao scarica la stessa app e crea un proprio partner digitale di nome Shanmu per poter essere ispirato nel suo lavoro di cantautore.
Lu rivela a Xiao che l'ultima versione dell'app permette una sostituzione mentale (grazie al DNA) tra i compagni virtuali e le persone reali e propone di soppiantare la mente di Hao Wen. Xiao inizialmente rifiuta la proposta salvo poi, dopo aver scoperto dell'esistenza di Shanmu, immaginare che Hao voglia fare lo stesso con lui, quindi si adopera per eseguire il piano di Lu e sostituirlo con Hao. Dopo una serie di eventi rocamboleschi Xiao scopre che in realtà è stato Lu (che non l'ha mai realmente amato) a fargli credere che Hao volesse sostituirlo con Shanmu quando, però, non era assolutamente vero e per questo lo cancella. Hao, con dolore, elimina Shanmu e i due si riconciliano.

## Personaggi
- Xiao Fang (Qingtian Li), interpretato da Sky Li, è il fidanzato di Hao Wen e lavora come speaker radiofonico. A causa del suo rapporto in crisi con Hao scarica un app telefonica che gli permette di creare un'intelligenza artificiale olografica come surrogato per il fidanzato perfetto.
- Hao Wen, interpretato da Bai Su, è il fidanzato di Xiao Fang ed è un cantautore in crisi. Grazie a Shanmu ritroverà la propria ispirazione creativa.
- Lu Ling (Zhengxi Lu), interpretato da Josh Cheng-Hsi, è un'intelligenza artificiale creata da Xiao Fang con lo scopo di amarlo. È in grado di essere visto da chiunque tocchi il telefono sul quale è installato per un raggio di qualche decina di metri da esso.
- Shanmu (Haofeng Song), interpretato da Hao-Feng Song, è un'intelligenza artificiale creata da Xiao Fang con lo scopo d'ispirarlo. È in grado di essere visto da chiunque tocchi il telefono sul quale è installato per un raggio di qualche decina di metri da esso.